# Tariq Jamil
Tariq Jamil (in urdu طارق جمیل‎?; in pangiabi طارق جمیل; Mian Channu, 1º ottobre 1953) è un religioso pakistano. È uno studioso islamico pakistano e membro del Tablighi Jama'at. Vincitore del premio Pride of Performance, è dal 2012 elencato nella lista dei 500 musulmani più influenti. Nell'edizione del 2024 della lista, è stato classificato 34° musulmano vivente più influente, e ha raggiunto il primo posto nei sondaggi YouGov del 2018 e del 2020 come uomo più ammirato in Pakistan.

## Primi anni di vita e istruzione
È nato il 1º ottobre 1953 a Mian Channu, Punjab da una famiglia benestante Rajput del Punjab di grandi proprietari terrieri discendenti da Prithviraj Chauhan, un sovrano del XII secolo. La famiglia di Jamil governò Tulamba, una città vicino a Mian Channu, durante il regno di Sher Shah Suri nel XVI secolo, il quale distribuì anche le terre intorno a Tulamba. Il fratello minore, dottor Muhammad Tahir Kamal Sahu, è un noto cardiologo che lavora presso il Punjab Institute of Cardiology di Lahore.
Il signor Jamil ha conseguito la sua istruzione primaria alla Central Model School di Lahore. Ex allievo della Government College University di Lahore, ha ricevuto la sua educazione islamica presso la Jamia Arabia di Raiwind, dove ha studiato il Corano, gli hadith, il sufismo, la logica e la giurisprudenza islamica.
Egli s'iscrisse al King Edward Medical College dopo aver completato gli studi pre-medici al Government College Lahore, ma abbandonò la scuola superiore senza completare la laurea in medicina, decidendo di proseguire gli studi religiosi.

## Carriera

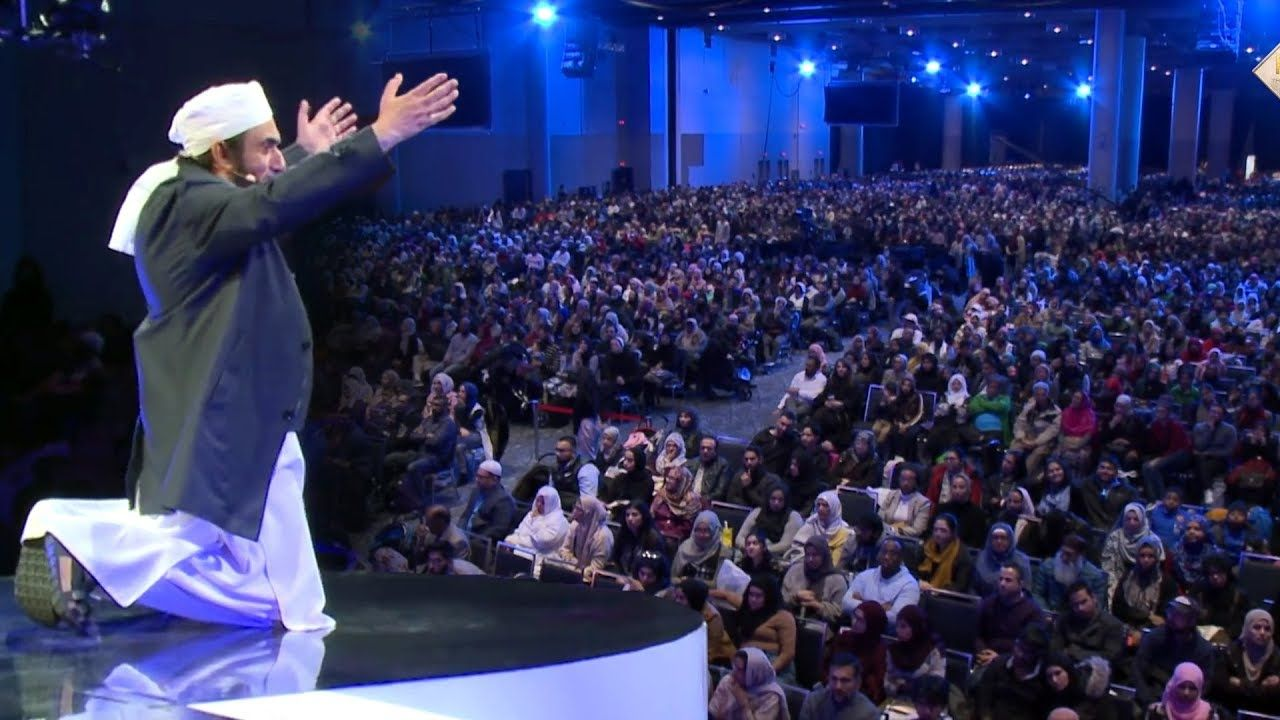
Tariq Jamil alla conferenza RIS a Toronto, Canada

Il signor Jamil ha tenuto sermoni religiosi a livello internazionale e proviene da una scuola di pensiero chiamata Deoband. Egli sostiene l'armonia etnica e settaria.
I sermoni del signor Jamil si concentrano sull'auto-purificazione, evitare la violenza, osservanza degli ordini di Allah e seguire la via di Maometto.
Jamil è stato nominato uno dei 500 musulmani più influenti al mondo dal Royal Aal al-Bayt Institute for Islamic Thought in Giordania ogni anno dal 2012.

## Opinioni sulla COVID
Nell'aprile 2020, ha attribuito all'ira di Dio, alla disonestà nella società e all'immodestia delle donne lo scoppio e la diffusione della COVID-19. Oltre a pregare per il benessere del Paese e la fine di questo che egli ha denunciato come vizio, ha asserito: «quando la figlia di un musulmano pratica l'immodestia e i giovani (ragazzi) si abbandonano all'immoralità, allora il tormento di Allah è per una tale Nazione».

## Entrate
Ha lanciato a marzo 2021 il suo marchio di abbigliamento di punta chiamato MTJ Brand. La sua sede principale si trova a Karachi. È stato riferito che i ricavi di quest'attività siano stati devoluti per la costruzione delle scuole religiose e non religiose oltre ad alcuni ospedali nel Paese. Jamil ha fondato la Maulana Tariq Jamil Foundation, un'organizzazione senza scopo di lucro con sede a Tulamba, Khanewal; si tratta di un progetto che raccoglie fondi per il lavoro sociale, la salute e l'istruzione al servizio del popolo del Pakistan.

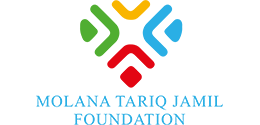
Fondazione MTJ

## Premi
| Anno | Premio               | Categoria              | Risultato       | Nota                                           | Rif.          |
| ---- | -------------------- | ---------------------- | --------------- | ---------------------------------------------- | ------------- |
| 2020 | Pride of Performance | Istruzione (religione) | Vincitore/trice | Premiato da Arif Alvi, presidente del Pakistan | [ 26 ] [ 27 ] |